# Chudes

Mapa dos povos fino-úgricos c. 1000. A tribo dos chudes está representada principalmente na região da Estônia, e em parte da atual Letônia

Os Chudes (em eslavo ocidental antigo: чудь, em línguas fínica: tshuudi, tšuudi, čuđit), de acordo com o comentário do monge Nestor na Primeira Crônica Russa, foram vários povos fínicos ou estonianos na área que hoje fica a Estônia, Carélia e noroeste da Rússia. De acordo com Nestor, em 1030 Jaroslau I, o Sábio invadiu o condado dos Chudes, onde fundou Yúriev (nome russo histórico de Tartu, Estônia). De acordo com as antigas crônicas eslavas orientais, foram um dos fundadores da Rússia de Quieve.
Os Chudes do norte também eram um povo culturalmente mítico entre o Norte da Rússia e seus vizinhos. Na mitologia Komi, representam os ancestrais míticos dos Komis.

## Etimologia
O mais antigo registro da palavra Chude é encontrado na obra geográfica de Jordanes (cerca de 550), e este pode ter sido introduzido na língua eslava através da língua gótica.
Existem várias hipóteses quanto à origem do termo. Poderia ser derivado da palavra eslava tjudjo ("estrangeiro" ou "estranho"), que por sua vez é derivado da palavra gótica que significa "povo" (compare Teutônico). Outra hipótese é que o termo foi derivado de uma transformação do nome em fino-úgrico para o tetraz-grande (uma ave européia). No entanto, uma outra hipótese sustenta que é derivada da palavra lapã tshudde, que significa um inimigo ou adversário.
O termo tornou-se um palavrão na região de Arcangel. Tão tarde quanto 1920, pessoas daquela região usavam lendas dos Chudes para assustar pequenas crianças desobedientes.

## Identidade

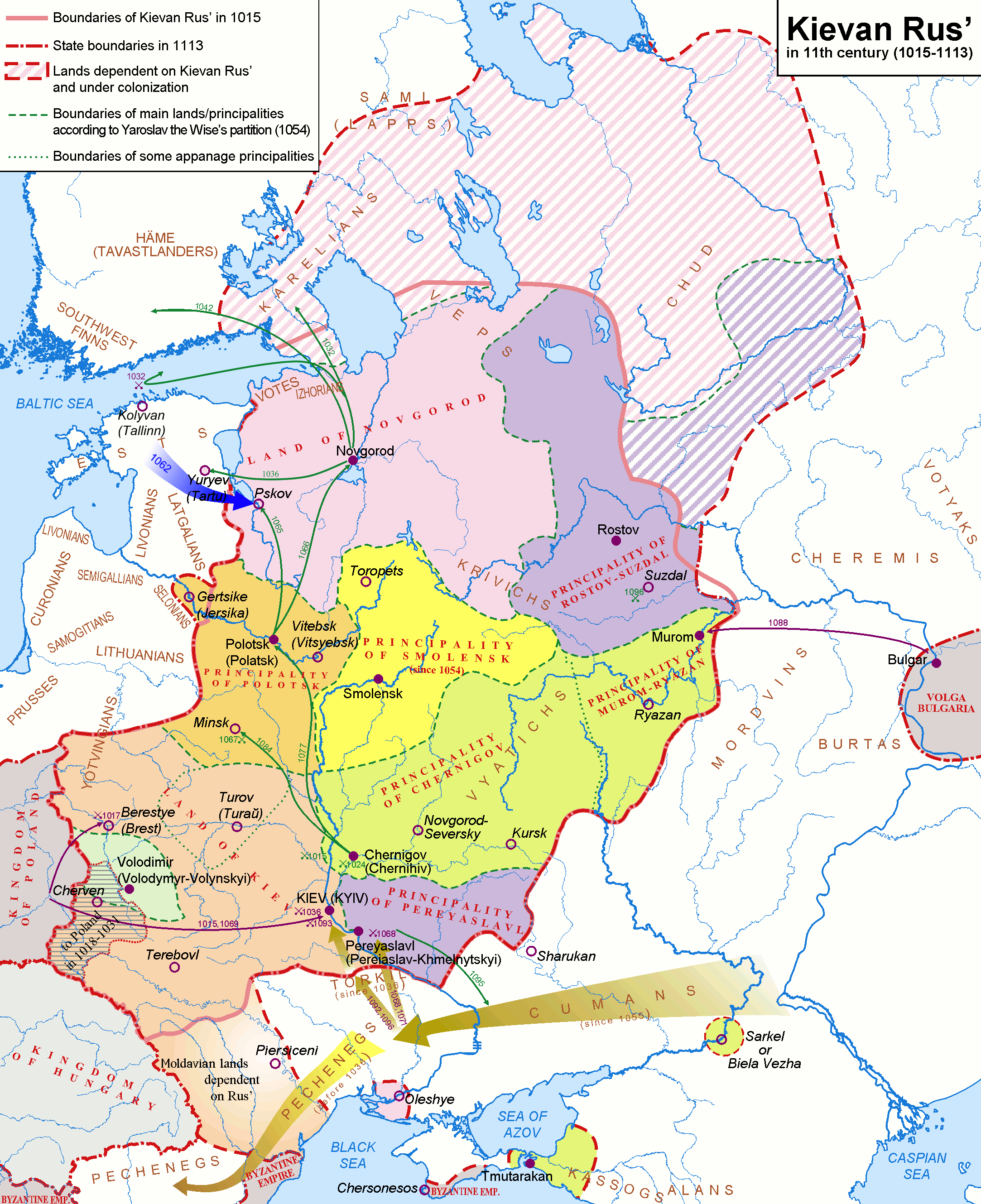
Rússia de Quieve c. 1030-1113, Yúriev no país dos Chudes

Acredita-se tradicionalmente que pertencem ao grupo dos povos báltico-finlandeses, embora tenha havido alguns debates sobre qual grupo específico. Após o primeiro encontro com os Chudes, povos eslavos tendiam a chamar outros grupos étnicos de língua fínica por esse nome, e, assim, tornou-se um nome coletivo para os vizinhos fino-úgricos na tradição cultural russa. Muitos escritores afirmam que os Chudes foram vepesianos, Fasmer os pressupõe em Carélia, enquanto Smirnov sugere que os Setos são seus descendentes. Em pesquisa recente sobre a toponímia dos rios Luga e Volkhov, áreas de captação finlandesa, Pauli Rahkonen chegou à conclusão de que a língua falada na área tem sido fínica apenas na proximidade das costas do sul do lago Ladoga e no Golfo da Finlândia, mas mais a montante dos dois rios, o idioma, conforme base nas provas de hidrônimos na região, tem representado outras línguas fino-úgricas que não fínicas. No entanto, os Zavoloshka Chudes na bacia hidrográfica do Mar Branco parecem ter falado línguas fínicas com base na evidência de substrato da toponímia no norte da Rússia realizados recentemente pelo finlandês Janne Saarikivi.

## Chudes nas crônicas
As Crônicas de Nestor descrevem o povo como co-fundadores da Rússia de Quieve, além dos eslavos e viquingues. Em outras antigas crônicas eslavas orientais, o termo "Chudes" refere-se a várias tribos finlandesas e especialmente os grupos proto-estonianos. Em 1030, o Príncipe Jaroslau I, o Sábio de Quieve ganhou uma campanha militar contra o povo e estabeleceu uma fortaleza em Yúriev (que atualmente é Tartu, no sudeste da Estônia). Os governantes de Quieve prestaram homenagem aos antigos Chudes do condado circundante de Ugaunia, possivelmente até 1061, quando, de acordo com as Crônicas, Yúriev foi incendiada por uma outra tribo parente (os Sosols). A maioria dos ataques contra Chudes descritos nas antigas crônicas russas ocorreram na atual Estônia. O lago que faz fronteira entre a Estônia e a Rússia ainda é chamado de Chudskoye em russo. É o lago que deu nome em russo à Batalha do Lago Peipus. No entanto, muitas referências antigas para o povo falam de pessoas muito distantes da Estônia, como Zavólochskaya Chud, entre os mordóvinos e os komis.